# Nazionale maschile di calcio della Riunione
La nazionale di calcio della Riunione è la rappresentativa calcistica dell'isola della Riunione, dipartimento d'oltremare francese nell'Oceano Indiano. È gestita dalla Ligue réunionnaise de football, branca locale della federazione calcistica francese.
La Riunione non è membro della FIFA ed è solo membro associato della CAF, quindi non può prendere parte alle qualificazioni al campionato mondiale di calcio e alla Coppa d'Africa. Nonostante ciò ha disputato una grande quantità di incontri, in primis contro le nazionali di calcio delle vicine isole di Madagascar, Mauritius e Seychelles.

## Palmarès
- Giochi delle isole dell'Oceano Indiano: 6

1979, 1998, 2007, 2015, 2019, 2023
- Coupe de l'Outre-Mer: 2

2008, 2012

## Rosa attuale
|  | P | Fabrice Marbois      | 25 luglio 1976    | 1  | 0 | US Sainte-Marienne   |  |  |
|  | P | Mathieu Pélops       | 07 novembre 1986  | 1  | 0 | Saint-Pauloise FC    |  |  |
|  |   |                      |                   |    |   |                      |  |  |
|  | D | Yohan Boulard        | 15 giugno 1977    | 6  | 1 | Saint-Pierroise      |  |  |
|  | D | John Elcaman         | 11 settembre 1987 | 15 | 1 | Saint-Pierroise      |  |  |
|  | D | Sébastien K'Bidi     | 13 novembre 1981  | 2  | 0 | US Sainte-Marienne   |  |  |
|  | D | Yohan Lionel         | 13 novembre 1981  | 14 | 0 | Saint-Pierroise      |  |  |
|  | D | William Mounoussamy  | 23 novembre 1980  | 15 | 1 | US Stade Tamponnaise |  |  |
|  | D | Gaël Payet           | 10 febbraio 1984  | 14 | 0 | US Stade Tamponnaise |  |  |
|  | D | Thomas Souevamanien  | 01 gennaio 1993   | 1  | 0 | Saint-Pierroise      |  |  |
|  |   |                      |                   |    |   |                      |  |  |
|  | C | Kévin Androge        | 24 gennaio 1990   | 2  | 0 | US Sainte-Marienne   |  |  |
|  | C | Roberto Elcaman      | 07 luglio 1983    | 7  | 0 | US Stade Tamponnaise |  |  |
|  | C | Éric Farro           | 26 giugno 1977    | 12 | 5 | SS Saint-Louisienne  |  |  |
|  | C | Nicolas Hoarau       | 27 settembre 1983 | 12 | 1 | Saint-Pauloise FC    |  |  |
|  | C | Gérard Hubert        | 14 ottobre 1980   | 15 | 0 | Saint-Pauloise FC    |  |  |
|  | C | Pascal N'Gongué      | 26 marzo 1986     | 10 | 1 | SS Saint-Louisienne  |  |  |
|  |   |                      |                   |    |   |                      |  |  |
|  | A | Mamoudou Diallo      | 10 maggio 1985    | 5  | 8 | Saint-Pierroise      |  |  |
|  | A | Mohamed El Madaghri  | 27 aprile 1987    | 1  | 0 | US Stade Tamponnaise |  |  |
|  | A | Jean-Michel Fontaine | 28 agosto 1988    | 9  | 1 | Southport F.C.       |  |  |
|  | A | Mickaël Vallant      | 14 luglio 1987    | 1  | 3 | Saint-Denis FC       |  |  |
|  | A | Willy Visnelda       | 12 aprile 1975    | 12 | 5 | SS Saint-Louisienne  |  |  |

## Incontri internazionali
- Ultimo aggiornamento: 7 maggio 2011  Nuova Caledonia 1–3  La Riunione

| Opponent                | G  | V  | N | P  | GF | GS  |
| ----------------------- | -- | -- | - | -- | -- | --- |
| Comore                  | 6  | 4  | 1 | 1  | 13 | 3   |
| Rep. del Congo          | 2  | 1  | 0 | 1  | 3  | 5   |
| Guyana francese         | 3  | 2  | 1 | 0  | 3  | 0   |
| Gabon                   | 1  | 0  | 0 | 1  | 0  | 3   |
| Guadalupa               | 2  | 1  | 0 | 1  | 3  | 3   |
| Kenya                   | 3  | 0  | 0 | 3  | 2  | 7   |
| Madagascar              | 21 | 3  | 4 | 14 | 30 | 53  |
| Malawi                  | 1  | 0  | 0 | 1  | 2  | 8   |
| Maldive                 | 2  | 2  | 0 | 0  | 18 | 0   |
| Martinica               | 2  | 1  | 1 | 0  | 1  | 0   |
| Mauritius               | 35 | 7  | 9 | 19 | 39 | 101 |
| Mayotte                 | 4  | 3  | 1 | 0  | 12 | 4   |
| Nuova Caledonia         | 2  | 2  | 0 | 0  | 7  | 3   |
| Saint-Pierre e Miquelon | 1  | 1  | 0 | 0  | 11 | 0   |
| Seychelles              | 15 | 12 | 1 | 2  | 30 | 10  |
| Tanzania                | 1  | 0  | 1 | 0  | 1  | 1   |
| Togo                    | 1  | 1  | 0 | 0  | 1  | 0   |
| Zaire                   | 1  | 1  | 0 | 0  | 2  | 1   |
| Zimbabwe                | 3  | 0  | 1 | 2  | 3  | 5   |